# Ectoedemia spiraeae
Ectoedemia spiraeae là một loài bướm đêm thuộc họ Nepticulidae. Nó là loài duy nhất được tìm thấy ở Slovakia và the Matra mountains in Hungary.
Sải cánh dài 4.8-5.6 mm. Adults have been reared from tháng 2 đến tháng 3 và từ tháng 5 đến tháng 6. There is probably one generations per year.
Ấu trùng ăn Spiraea media. Chúng ăn lá nơi chúng làm tổ. 

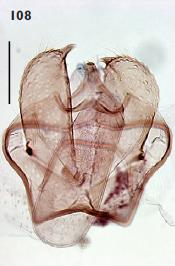
Male genitalia